# Thililua
Thililua es un género representado por una única especie de plesiosauroide policotílido que vivió en el Cretácico superior, en lo que hoy es África. Este género sólo comprende a su especie tipo, T. longicollis. El nombre Thililua se deriva de un antiguo dios acuático de la mitología bereber local; el término latino longicollis se refiere al largo cuello del animal. Thililua ha sido hallado en rocas que datan de principios del Turoniense en los montes Atlas de Marruecos en el norte de África. Thililua es el primer plesiosaurio policotílido descubierto en África, y también es el primero descubierto que vivió en una latitud subtropical. En 2010, Thililua fue trasladado a la familia Leptocleididae como taxón hermano de Nichollssaura. Sin embargo, Ketchum y Benson (2011) reasignaron a Thililua a su posición original, como policotílido.

## Anatomía
El espécimen tipo de T. longicollis, el cual fue descrito en 2003, consiste de un cráneo casi completo y la mandíbula inferior, articulados con 37 vértebras. De estas vértebras, 30 eran cervicales (del cuello), el cual es un número inusualmente alto comparado con los policotílidos, como Dolichorhynchops, el cual sólo posee 19 vértebras en el cuello, y Polycotylus, que tiene 26. Se cree que es un espécimen adulto, dado que algunas de las suturas craneales son muy difíciles de distinguir. Usando comparaciones con la proporción de la cabeza y la longitud del cuello respecto al cuerpo del género relacionado Dolichorhynchops, la longitud total estimada de Thililua es de entre 5.5 a 6 metros.